# 管区 (ローマ帝国)

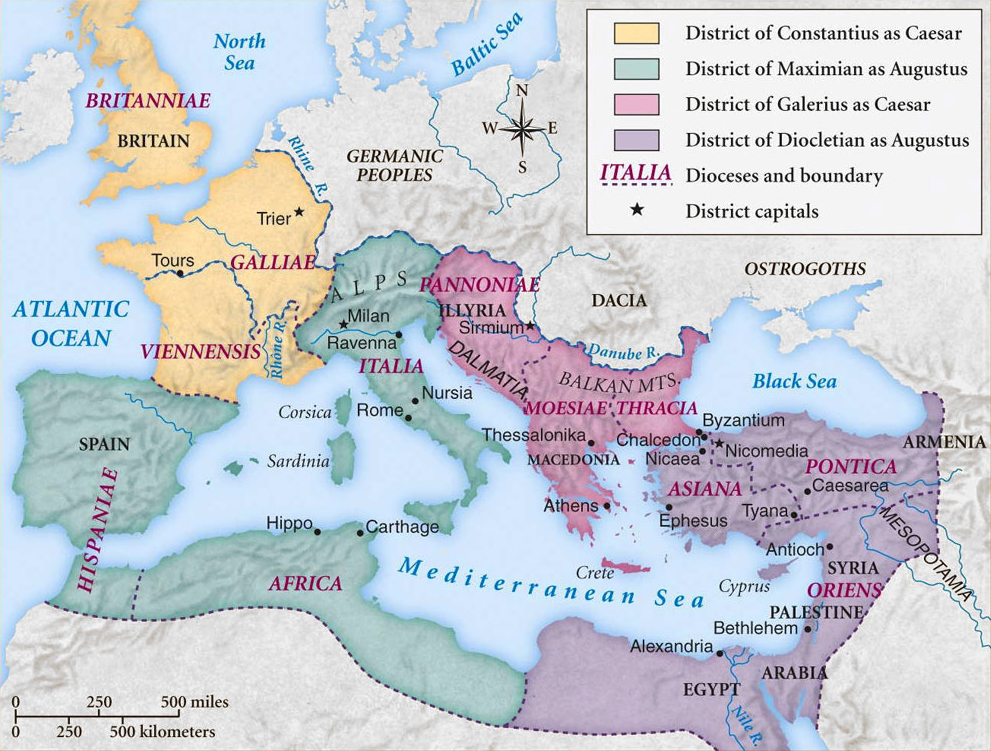
テトラルキア体制下の管区

管区（かんく、古典ラテン語：dioecesis ディオエケーシス、ギリシア語：διοίκησις, dioikēsis）とは、帝政後期のローマ帝国における行政区画である。テトラルキア体制の始まりとともに創設された。複数の属州を束ねる中位の行政府を形成し、道の下位に置かれた。

## 歴史
「管区」という言葉が行政単位として初めて使われたのは、ギリシア語圏の東方である。キリキア、アパメア、シュンナダの3つの「管区」がキリキア属州に併合されたと、キケロが『縁者・友人宛書簡集』の中で書いている。当時、「管区」という語は徴税の管轄区域と同義であったが、その地域そのものを指すようになった。
テトラルキアとして知られる帝国の再編は、ディオクレティアヌスによって290年代に始まった。属州を分割・縮小し、巨大な官僚制の下で、より管理しやすい単位へと変えたのである。属州は12の管区にグループ分けされ、最大の管区であるオリエンス管区 (Diocese of the East) は16属州、最小の管区であるブリタンニア管区 (Diocese of Britain) は4属州で構成された。各管区には管区代官（vices agens praefectorum praetorio, プラエフェクトゥス・プラエトリオ〈道長官〉代理）が置かれ、その統治に当ったが、オリエンス管区のみ代官ではなく総監 (comes) が置かれた。テトラルキア体制下では、2人の正帝は、それぞれ1人のプラエフェクトゥス・プラエトリオを従えていた。
4世紀半ばに道が確立された後は、管区は4つの巨大な道に束ねられ、各道は道長官へと職務が変質したプラエフェクトゥス・プラエトリオが治めるようになる。その頃の管区は道と属州の中間に位置する行政単位として機能を果たしたが、その序列は厳格ではなかった。属州総督は道長官あるいは皇帝に直訴できたし、逆に道長官や皇帝が属州総督に直接命令を下すこともできた。
西ローマ帝国では、ローマの勢力衰退とともに管区は解体された。東ローマ帝国では存続したが、あまり機能してはいなかった。ユスティニアヌス1世が530年代の改革で管区のほとんどを廃し、属州総督の権限を強化することを好んだからである。この慣例は奪回したイタリアとアフリカにも及んだ。ユスティニアヌスはイタリア道とアフリカ道の道長官を任命し、各属州を直接監視させた。

## 管区の一覧
- ガリア道
  - ブリタンニア管区
  - ガリア管区
  - ウィエンネンシス管区
  - ヒスパニア管区

- イタリア道
  - イタリア管区
    - イタリア食糧供給区
    - イタリア首都近郊区

  - アフリカ管区

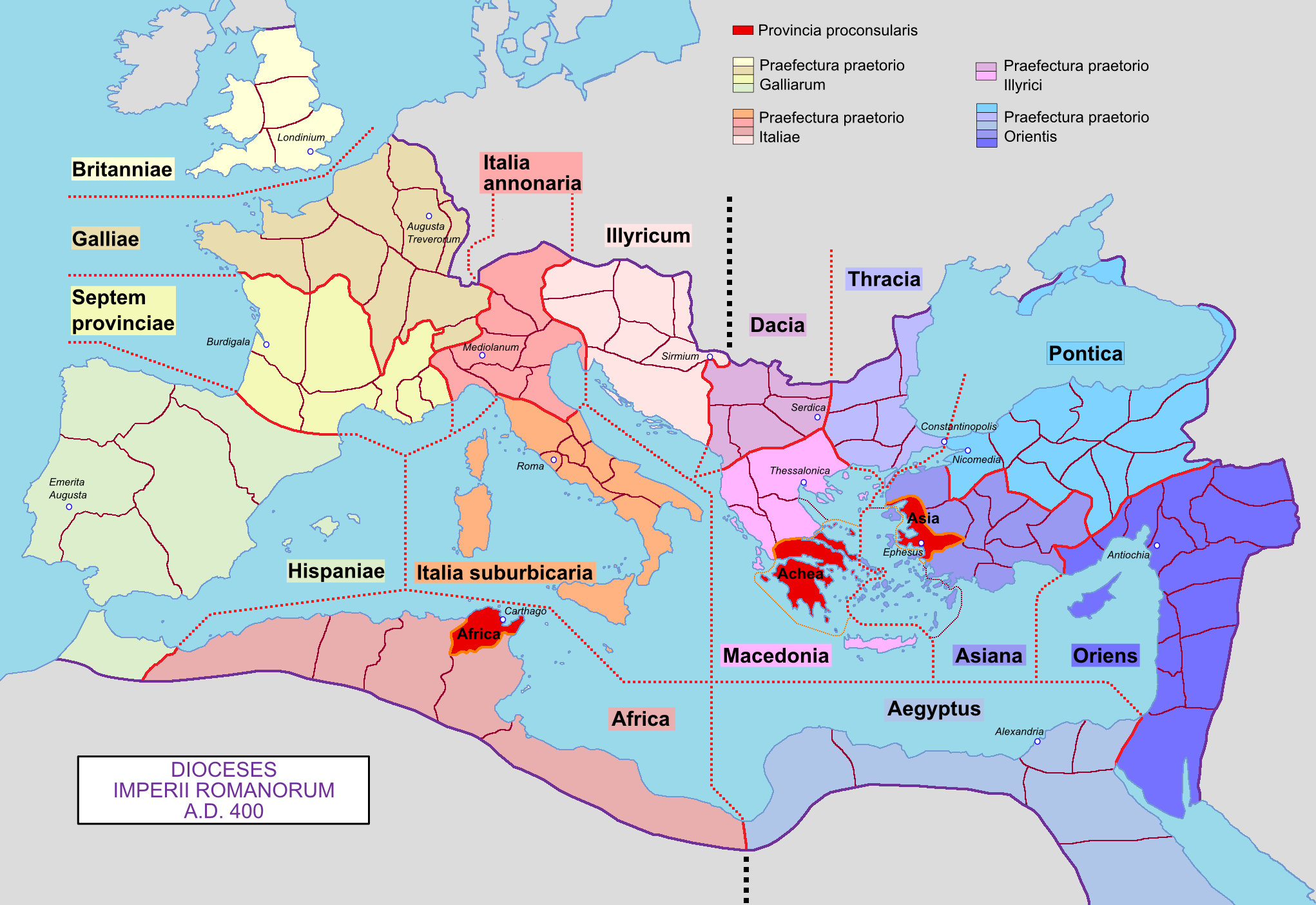
4道確立後の管区

  - イリュリクム管区 - 379年に「パンノニア管区」から改称・移管

- イリュリクム道
  - （パンノニア管区）
  - モエシア管区 - 327年頃に分割
    - ダキア管区
    - マケドニア管区

- オリエンス道
  - トラキア管区
  - アシア管区
  - ポントゥス管区
  - オリエンス管区
  - アエギュプトゥス管区 - 367年にオリエンス管区から分離